# Lekkoatletyka na Letnich Igrzyskach Paraolimpijskich 2004 – bieg na 200 metrów kl. T46 mężczyzn
W biegu na 200 metrów kl. T46 (zawodnicy z amputowanymi kończynami) mężczyzn podczas Letnich Igrzysk Paraolimpijskich 2004 rywalizowało ze sobą 16 zawodników.

## Wyniki

### Eliminacje
Bieg 1
| Poz. | Zawodnik           | Narodowość        | Rezultat | Uwagi |
| ---- | ------------------ | ----------------- | -------- | ----- |
| 1    | Elliot Mujaji      | Zimbabwe          | 22.04    | Q     |
| 2    | Serge Ornem        | Francja           | 22.53    | Q     |
| 3    | Michaił Popow      | Rosja             | 23.04    | Q     |
| 4    | Aleksandr Polishuk | Azerbejdżan       | 23.22    |       |
| 5    | David Roos         | Południowa Afryka | 24.22    |       |
| 6    | Kiros Tekle        | Etiopia           | 24.39    |       |
| 7    | Munawar Hussain    | Pakistan          | 25.85    |       |
| 8    | Ahmed Barry        | Gwinea            | 25.87    |       |

Bieg 2
| Poz. | Zawodnik          | Narodowość        | Rezultat | Uwagi |
| ---- | ----------------- | ----------------- | -------- | ----- |
| 1    | Heath Francis     | Australia         | 22.39    | Q     |
| 2    | Antonio Souza     | Brazylia          | 22.42    | Q     |
| 3    | Sebastien Barc    | Francja           | 22.64    | Q     |
| 4    | Wu Faqi           | Chiny             | 22.76    | q     |
| 5    | Stefan Gaggl      | Austria           | 22.97    | q     |
| 6    | Raphew Reed       | Stany Zjednoczone | 23.67    |       |
| 7    | Ousmane Ndong     | Senegal           | 24.72    |       |
|      | Shafique Muhammad | Pakistan          | 26.11    |       |

### Finał
| Poz. | Zawodnik       | Narodowość | Rezultat | Uwagi |
| ---- | -------------- | ---------- | -------- | ----- |
| 1    | Antonio Souza  | Brazylia   | 22.41    |       |
| 2    | Sebastien Barc | Francja    | 22.62    |       |
| 3    | Heath Francis  | Australia  | 22.73    |       |
| 4    | Serge Ornem    | Francja    | 22.86    |       |
| 5    | Elliot Mujaji  | Zimbabwe   | 23.00    |       |
| 6    | Wu Faqi        | Chiny      | 23.16    |       |
| 7    | Stefan Gaggl   | Austria    | 23.27    |       |
| 8    | Michaił Popow  | Rosja      | 23.73    |       |